# Tour de Bourabaï
Le Tour de Bourabaï est une course cycliste kazakhe créée en 2016. Elle fait partie du calendrier de l'UCI Asia Tour, en catégorie 1.2. La première édition se déroule le 29 août 2016.

## Palmarès
| Année | Vainqueur | Deuxième | Troisième |
| ----- | --------- | -------- | --------- |